# ジョゼ・ピエール・ヴンギディガ
ジョゼ・ヴンギディガ（José Pierre Vunguidica、1990年1月3日 - ）は、アンゴラ・ルアンダ出身のサッカー選手。ポジションはフォワード。SVアイントラハト・ホーケッペル所属のフォワード。